# ونگ، برنهلم
ونگ، برنهلم (به لاتین: Vang, Bornholm) یک منطقهٔ مسکونی در دانمارک است که در برنهلم واقع شده‌است.

## خصوصیات
ونگ ۹۲ نفر جمعیت دارد.